# NGC 3066
NGC 3066 este o intermediate spiral galaxy⁠(d) situată în constelația Ursa Mare. A fost descoperită în 3 aprilie 1785 de către William Herschel. Se află la o distanță de 32,67 de megaparseci de Pământ.